# Isabel Hund
Isabel Hund (* 14. Juni 1962 in Leverkusen) ist eine deutsche Schachmeisterin, FIDE-Meisterin der Frauen (WFM), mehrmals Deutsche Meisterin bei der Jugend und den Frauen und nahm an der Schacholympiade 1980 der Frauen in Malta teil.

## Privates und Beruf
Isabel Hund ist Tochter von Juliane und Gerhard Hund sowie Enkelin von Friedrich Hund und Ingeborg Seynsche. Sie besuchte das Landrat-Lucas-Gymnasium in Opladen (Abitur 1981), studierte einige Semester Rechtswissenschaften in Köln, absolvierte eine Ausbildung als Sozialversicherungsfachangestellte und arbeitet bei der Techniker Krankenkasse. Isabel Hund wohnt in Nörvenich.
Sie gehört zu einer international bekannten Schachfamilie, hat drei Schwestern, die alle starke Schachspielerinnen sind. Barbara, die Großmeisterin der Frauen (WGM) ist, ist vor Isabel die Stärkste.

## Schachlaufbahn
Isabel Hund war zunächst in den Schachvereinen Schachfreunde 1959 Bergisch Neukirchen und SV Opladen 1922 e. V. Mitglied. Mit der 8er-Mannschaft der Schachfreunde Bergisch Neukirchen wurde sie Jugend-Mannschaftsmeister 1977 des Schachbezirkes Rhein-Wupper. Sie spielt für den Schachklub Kerpen 64 e. V. in der Liga des Schachverbandes Mittelrhein. Hund hat auch schon in der ersten Frauenbundesliga gespielt, ihre Vereine waren von 1991 bis 1996 der Krefelder Schachklub Turm 1851, in den Saisons 1996/97 und 1998/99 der SV 1920 Hofheim, in der Saison 2006/07 der SV Wolfbusch und in der Saison 2010/11 der SV Mülheim-Nord.

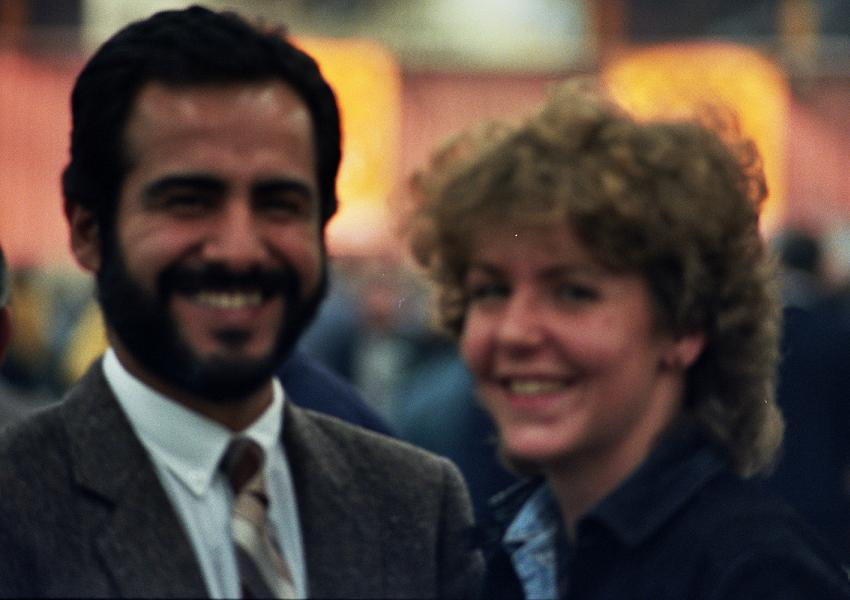
Miguel Quinteros und Isabel Hund, Schacholympiade 1984

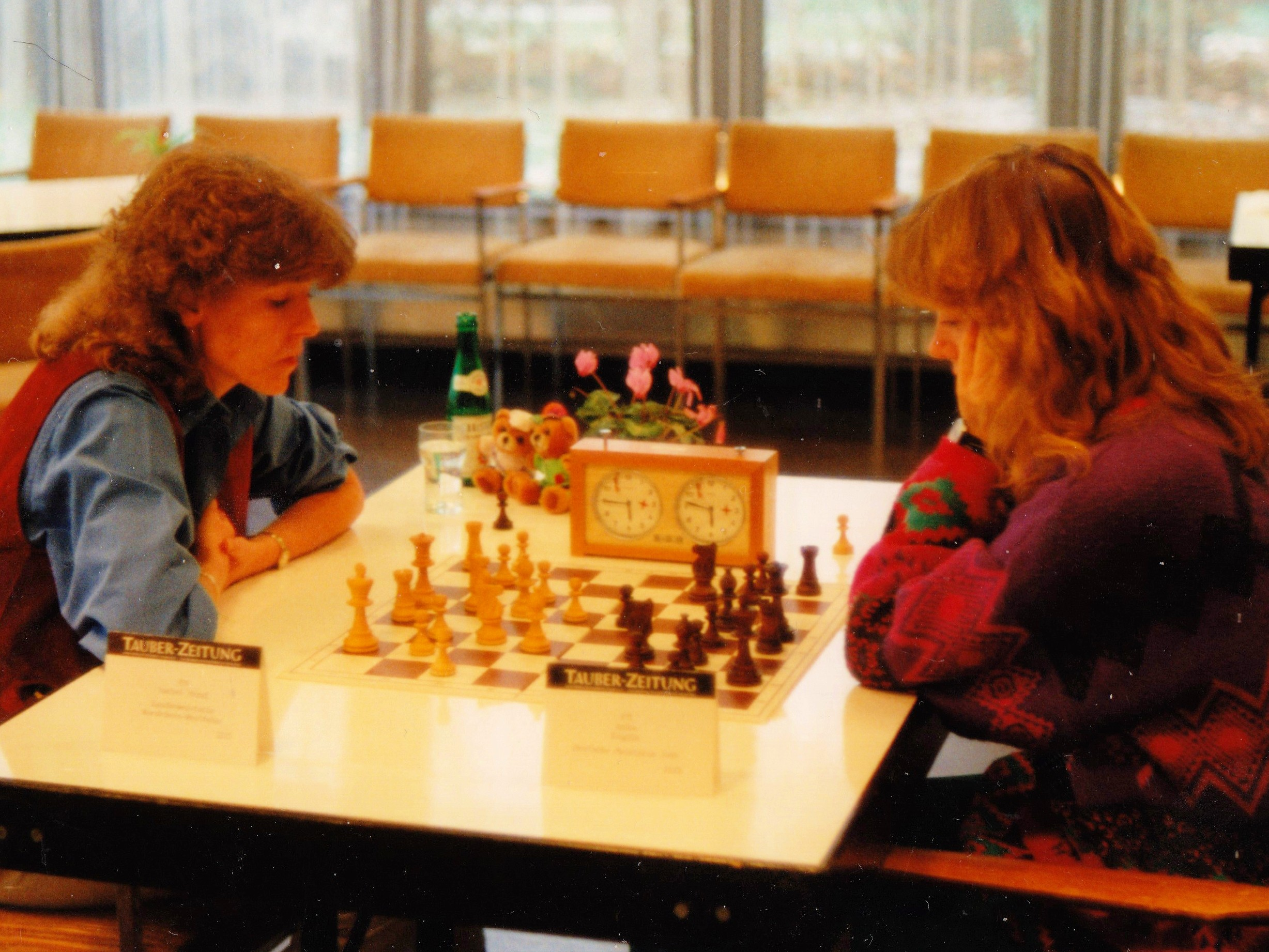
Isabel Hund und Anke Koglin, bei der Deutschen Meisterschaft der Frauen 1993 in
Bad Mergentheim.

Als kleines schachinteressiertes Mädchen besuchte Isabel Hund 1970 die Schacholympiade in Siegen und 1974 die 2. Internationalen Schachtage in Dortmund und nahm teil an den Deutschen Mädchenmannschaftsmeisterschaften in Meschede 1975, 1976 und 1977. Isabel Hund war 1977 und 1978 jeweils Zweite bei der Deutschen Mädchenmeisterschaft, hinter ihrer Schwester Barbara. Deutsche Meisterin der weiblichen Jugend wurde sie 1979 in Bechhofen und 1980 in Bitburg. Die ersten vier der Deutschen Meisterschaft 1977 in Adelsheim fuhren im Herbst zu einem 4er-Mannschaftsschnellturniere nach Hamburg. Sie (Barbara und Isabel Hund, sowie Karin Seiffert und Regina Berglitz) spielten unter dem Namen Hamkusmar und konnten sich vor der Mannschaft des Deutschen Schachbundes (Klaus Darga, Sergiu Samarian, Alfred Kinzel und Heinz Hohlfeld) platzieren.
Isabel Hund spielte sehr oft bei den Deutschen Meisterschaften der Frauen mit, war mehr als 10-mal unter den ersten Drei. Ihre internationalen Erfahrungen sammelte sie auf Schachturnieren in Rumänien, der Schweiz, Frankreich, Spanien und bei der Schacholympiade 1980 in Valletta auf Malta.
Sie wurde 1980 und 1989 Deutsche Damenmeisterin, 1983 Deutsche Blitzmeisterin der Frauen und 1985 Belgische Damenmeisterin in Gent. Im Jahr 1985 nahm sie am Zonenturnier in Bad Lauterberg teil. Aufgrund ihrer Erfolge erhielt sie die Goldene Ehrennadel des Schachverbandes Mittelrhein.

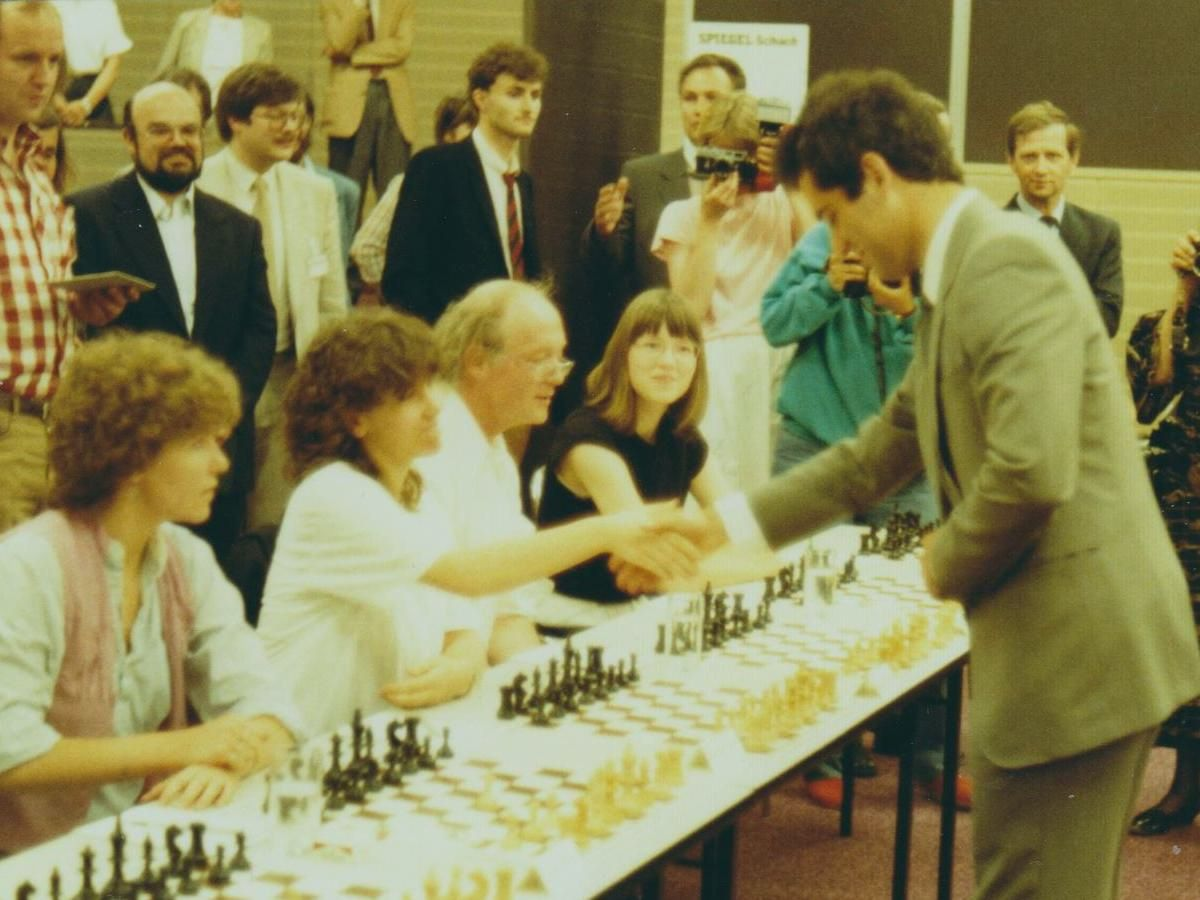
Isabel Hund (links) beim Simultanspiel von Garri Kasparow 1985 in Hamburg

Am 5. Juni 1985 veranstaltete Der Spiegel in Hamburg ein Simultanspiel des Weltmeisters Garri Kasparow, an dem unter anderen Egon Bahr, Klaus von Dohnanyi, Roswin Finkenzeller, Johannes Gross, Felix Magath und Ulrich Wildgruber, sowie die vier Geschwister Susanne, Barbara, Isabel und Dorothee Hund teilnahmen. Als im Jahr 1990 die BSG Textil Cottbus die Essener Schachgesellschaft 04 besuchte, gewann Isabel Hund (BRD-Meisterin 1989) gegen Kerstin Kunze (DDR-Meisterin 1989).
Isabel Hund gewann die Finale der achten und neunten TeleSchach-Meisterschaft und wurde 2004 NRW-Meisterin in Mülheim an der Ruhr. Sie gewann mit ihrer Mannschaft jeweils die Deutschen Frauen-Länder-Mannschaftsmeisterschaften in den Jahren 1996, 1997, 2001, 2003, 2006, 2008 und 2009.
| Die zur Anzeige dieser Grafik verwendete Erweiterung wurde dauerhaft deaktiviert. Wir arbeiten aktuell daran, diese und weitere betroffene Grafiken auf ein neues Format umzustellen. (Mehr dazu) |